# Park Narodowy Abisko

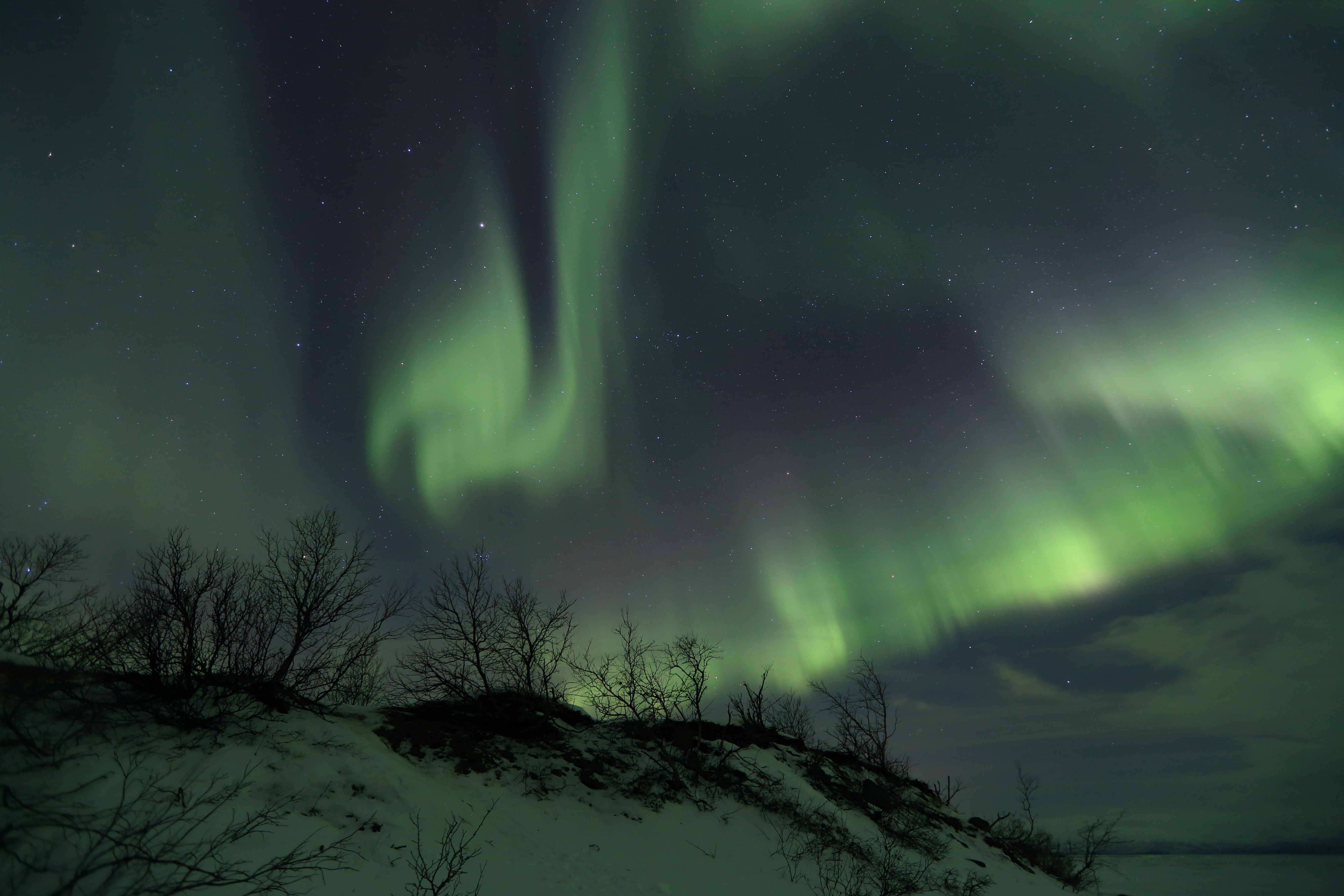
Zorza polarna w Abisko

Park Narodowy Abisko (szw. Abisko nationalpark) – park narodowy w regionie Norrbotten w północnej Szwecji w pobliżu wsi Abisko. 
Jeden z dziewięciu pierwszych parków narodowych w Szwecji założonych w 1909 roku i pierwszych w Europie. 

## Opis
Park Narodowy Abisko leży w północnej Szwecji w pobliżu wsi Abisko, na południe od jeziora Torneträsk, w gminie Kiruna w regionie Norrbotten. Zajmuje powierzchnię 77 km².
Został ustanowiony w roku 1909 jako jeden z dziewięciu pierwszych parków w Szwecji i pierwszych w Europie. 
Park porasta roślinność alpejska. Góra Nuolja określana jest czasem mianem „góry kwiatowej” z uwagi na liczne kwiaty porastające jej stoki. Występują to m.in. gatunek storczykowatych – Platanthera obtusata, dębik ośmiopłatkowy i Rhododendron lapponicum. 
Na terenie parku żyją m.in. niedźwiedzie, rosomaki, rysie, łosie i renifery. Zobaczyć można tu orła przedniego, bielika, myszołowa włochatego i białozora. W okresie letnim na zboczach góry Nuolja widywano świstunkę północną. W brzozowych lasach parku występują m.in. Acanthis, piecuszek, podróżniczek i jer, a na wrzosowiskach: siewki i mornel.
Przez teren parku przebiega długodystansowy szlak turystyczny Kungsleden (szw. „Szlak Królewski“).
Na szczycie góry Nuolja znajduje się stacja obserwacyjna zorzy polarnej, która jest uznawana za jedno z najlepszych miejsc na Ziemi do obserwacji zjawiska.

### Stacja Badawcza Abisko
We wsi Abisko znajduje się utworzona w 1913 roku Stacja Badawcza Abisko. Prowadzone są tu głównie badania środowiskowe, biologiczne i geologiczne, przy czym badania środowiskowe skoncentrowane są na badaniu zmian klimatycznych. 